# Fredeburg
Fredeburg er en kommune i det nordlige Tyskland, beliggende i Amt Lauenburgische Seen under Kreis Herzogtum Lauenburg. Kreis Herzogtum Lauenburg ligger i delstaten Slesvig-Holsten.
Den er målt på indbyggere, den mindste kommune i kreisen.

## Geografi
Fredeburg ligger mellem Ratzeburg og Mölln ved Alte Salzstraße (Bundesstraße 207) fra Lüneburg til Lübeck i Naturpark Lauenburgische Seen. Kommunens område består hovedsageligt af skov.